# Cingoli
Cingoli település Olaszországban, Marche régióban, Macerata megyében. Lakosainak száma 9584 fő (2023. január 1.). Cingoli Apiro, Appignano, Filottrano, Jesi, San Severino Marche, Staffolo és Treia községekkel határos.

## Népesség
A település lakossága az elmúlt években az alábbi módon változott:
| Lakosok száma | 10 289 | 10 119 | 9584 |
|               | 2017   | 2018   | 2023 |